# Álex Martínez Tapia
Álex Patricio Martínez Tapia (Valparaíso, Chile, 26 de octubre de 1959) es un exfutbolista chileno que se desempeñaba en la posición de defensa.

## Trayectoria
Oriundo de Valparaíso, comenzó su carrera en las divisiones inferiores del club Humberto Nelson de su ciudad natal, para luego recalar en las divisiones inferiores de San Luis, donde debutó profesionalmente el año 1981. En 1983 formó parte del equipo que ascendió a la Primera división chilena. Luego de un paso por Deportes Iquique, en 1985 pasó a formar parte del plantel de Universidad Católica, en donde estuvo hasta fines de 1989. En el cuadro cruzado fue campeón del campeonato de Primera División de 1987.
Para 1990 jugó el campeonato de apertura por Lozapenco,siendo transferido para el torneo oficial a Universidad de Chile, donde estuvo hasta fines de 1991.Tras 1992 de regreso en San Luis, el año 1993 pasó a defender los colores de Everton,regresando a San Luis al año siguiente. Se retiró del fútbol a fines de la temporada 1996.

## Selección nacional
Por la Selección chilena, formó parte de la nómina que participó en los Juegos Olímpicos de Los Ángeles 1984. También jugó 4 partidos internacionales en 1987 formando parte de la nómina para la Copa América del mismo año, llegando a la final.

### Participaciones en Juegos Olímpicos
| Olimpiadas                           | Sede           | Resultado        |
| ------------------------------------ | -------------- | ---------------- |
| Juegos Olímpicos de Los Ángeles 1984 | Estados Unidos | Cuartos de final |

### Participaciones en Copa América
| Copa              | Sede      | Resultado  |
| ----------------- | --------- | ---------- |
| Copa América 1987 | Argentina | Subcampeón |

### Partidos internacionales
| 1     | 19 de junio de 1987 | Estadio Nacional, Lima, Perú            | Perú       | 1-3 | Chile |   |  | Orlando Aravena | Amistoso                   |
| 2     | 21 de junio de 1987 | Estadio Nacional, Lima, Perú            | Perú       | 2-0 | Chile |   |  | Orlando Aravena | Amistoso                   |
| 3     | 30 de junio de 1987 | Estadio de Córdoba, Córdoba, Argentina  | Venezuela  | 1-3 | Chile |   |  | Orlando Aravena | Copa América 1987          |
| 4     | 23 de mayo de 1988  | Estadio Centenario, Montevideo, Uruguay | Uruguay    | 3-1 | Chile |   |  | Orlando Aravena | Copa Juan Pinto Durán 1988 |
| Total | Total               | Total                                   | Presencias | 4   | Goles | 0 |  |                 |                            |

| Selección chilena | Selección chilena | Selección chilena |
| Año               | Partidos          | Goles             |
| ----------------- | ----------------- | ----------------- |
| 1987              | 3                 | 0                 |
| 1988              | 1                 | 0                 |
| Total             | 4                 | 0                 |

## Clubes
| Club                 | País  | Año       |
| -------------------- | ----- | --------- |
| San Luis             | Chile | 1981-1984 |
| Deportes Iquique     | Chile | 1985      |
| Universidad Católica | Chile | 1985-1989 |
| Lozapenco            | Chile | 1990      |
| Universidad de Chile | Chile | 1990-1991 |
| San Luis             | Chile | 1992      |
| Everton              | Chile | 1993      |
| San Luis             | Chile | 1994-1996 |

## Palmarés

### Torneos nacionales
| Título           | Equipo               | País  | Año  |
| ---------------- | -------------------- | ----- | ---- |
| Primera División | Universidad Católica | Chile | 1987 |